# جان مک‌لاود
جان مک‌لاود (انگلیسی: John MacLeod؛ زادهٔ ۳ اکتبر ۱۹۳۷ - درگذشته ۱۴ آوریل ۲۰۱۹) یک مربی بسکتبال اهل ایالات متحده آمریکا است.
او سابقهٔ مربیگری در تیم‌های دالاس ماوریکس، نیویورک نیکس و فینیکس سانز را دارد.